# جبل إبراهيم
20°24′35″N 41°08′31″E / 20.40972°N 41.14194°E
جبل إبراهيم ويسمى أيضا جبل بثره والجبل الأبيض (لأنه يتكون من صخور صلبة بيضاء)  هو جبل في المملكة العربية السعودية ضمن سلسلة جبال الحجاز جنوب غرب المملكة. يقع على جانب طريق الملك فهد السياحي الذي يربط محافظة الطائف بالباحة موقعه في مركز القريع بني مالك (جنوب الطائف)، ويمثل أعلى قمة فوق سطح البحر بالنسبة لهذه المنطقة كما يعد من أهم المعالم بمحافظة الطائف التي يقصدها الزوار ومحبو الطبيعة الخلابة.
يتميز الجبل عن غيره من الجبال المجاورة له بارتفاعه الشاهق الذي يقدر بحوالي 5000 قدم.

## التسمية
ذكر ابن المجاور أن الجبل سمي نسبة إلى الخليل إبراهيم،

## الموقع
يقع على جانب طريق الملك فهد السياحي الذي يربط محافظة الطائف بالباحة وبالتحديد بالقرب من مركز القريع بني مالك (جنوب الطائف).يعد ترتيب جبل إبراهيم بين جبال المملكة 30 بعد جبل ثهران ويوجد جبل إبراهيم بمركز القريع بني مالك ويعد ارتفاعه (1524 متر).

## الوصف
يمثل هذا الجبل أعلى قمة فوق سطح البحر بالنسبة لهذه المنطقة حيث يبلغ  ارتفاعه حوالي (5000) قدم فوق سطح البحر. كما يعد من أهم المعالم بمحافظة الطائف التي يقصدها الزوار والباحثون ومحبو الطبيعة الخلابة، ويحيط بالجيل العديد من القرى التي يقطنها عدد من المواطنين حتى الآن رغم وعورة التضاريس وصعوبتها، كما يعيش به النمر العربي، ويعد من الاماكن المحمية من قبل الهيئة الوطنية لحماية الحياة الفطرية وانمائها وكذلك يوجد بقمته قرى أثرية حجرية قديمة. 
يشهد جبل إبراهيم اقبالاً كبيراً من الزوار في صيف كل عام للتمتع بالمناظر الجميلة والخضرة والشلالات حيث الهواء البارد العليل لكونه مرتفعاً عن سطح البحر، ويكسو هذا الجبل غطاء اخضر جميل  من شجر العرعر والزيتون البري وغيرها من الأنواع.ومن المعالم التي تشد السائح إلى هذا الجبل القرى الاثرية التي تقع على قمة الجبل وكأنها معلقة في الهواء والنقوش على واجهات الصخور. كما ان هناك عدداً من السكان يعيشون في عدد من القرى فيه وتسمى قرى بثرة، وتقع في سفح متوسدة اياه في علو شاهق، ودائماً يتزاحم الضباب على قمة هذا الجبل نظراً لارتفاعه الشاهق. 
يعد جبل إبراهيم معلماً سياحياً هاماً وقد ذكره ياقوت الحموي في معجمه. يقصد المتنزهين هذا الجبل من أجل تسلقه ويكون ذلك من الجهة الشرقية للجبل وقد يستغرق ذلك يوماً كاملاً نظراً لعلو الجبل وارتفاعه، وفي قمة الجبل هناك قرى أثرية وشلالات مياه ووبعض الحيوانات مثل قرود البابون. ومما يثير العجب وجود صخرة عظيمة ثابتة في أعلى الجبل تصدر صوتاً كخرير الماء كما يوجد في اعلى الجبل شلالات ماء واشجار كثيفة متنوعة. 